# Epiplatys
Flere arter af Epiplatys er almindelige i akvarier som
- Epiplatys chaperi
- Epiplatys dageti dageti
- Epiplatys dageti monroviae

De er flerårige killifish, der stammer fra Vestafrika og hører til tandkarperne.
De er gerne stillestående i overfladen, skjult under eller mellem planter, hvorfra de jager insekter på og over overfladen og det er kendt at de har en tendens til at falde ud af akvariet i deres spring.
Fødeemner er også frossent foder, levende foder og flagefoder.
De tager gerne de mindre fisk, de kan gabe over og når visse arter kan blive op til 7 cm kan mindre fisk være i farezonen. Købt i forretningen er de gerne 2-3 cm men regn med de vokser til det dobbelte.
Vandtemperaturen i akvariet kan være til den kølige side fra 20 til 27C.
Vandtypen kan variere fra let basisk til surt, altså normalt postevand, men ikke ud i det ekstreme.
Engelske artsnavne: Fire mouth killi, Redchin Panchax